# Danh sách vị thần Bắc Âu
Trong chủ nghĩa Ngoại giáo Đức hay thần thoại Bắc Âu, các vị thần đầu tiên được chứng thực từ nhiều nguồn, bao gồm các tác phẩm văn học, các biên niên sử khác nhau, các bản khắc rune, tên cá nhân, tên địa danh và các nguồn khác.

## Nam thần
| Tên                                                | Ý nghĩa tên                                              | Phối ngẫu                                                     | Con cái                                           | dẫn chứng                                 | thiên chức                                                                |
| -------------------------------------------------- | -------------------------------------------------------- | ------------------------------------------------------------- | ------------------------------------------------- | ----------------------------------------- | ------------------------------------------------------------------------- |
| Balder (Bálðr)                                     | "hoàng tử"                                               | Nanna                                                         | Forseti                                           | Poetic Edda, Prose Edda, Gesta Danorum    | thần ánh sáng, vẻ đẹp, mùa hè, sự trong sạch và hạnh phúc                 |
| Bragi                                              | kết nối với "brágr" ("thi ca") hoặc "brage" ("thủ lĩnh") | Idunna                                                        |                                                   | Gylfaginning, Skaldic Poetry              | thần thi ca, ngôn từ, nghệ thuật                                          |
| Dellingr                                           | có thể là "tỏa sáng" hoặc "thời gian"                    | Nott                                                          | Dagr                                              | Poetic Edda, Prose Edda                   | (có thể) thần thời gian                                                   |
| Forseti                                            | "chủ tịch" hay "người phán xét"                          |                                                               |                                                   | Poetic Edda, Prose Edda                   | thần sự thật, công lý, hòa giải                                           |
| Freyr (old norse), Ing, Yngvi hay Fricco (germany) | "chúa tể"                                                | Gerd                                                          | Fjolnir                                           | Gylfaginning, Heimskringla                | thần sung túc, phì nhiêu, thời tiết, hòa bình                             |
| Heimdall                                           | "người soi sáng thế giới"                                |                                                               |                                                   | Prose Edda, Poetic Edda                   | vị thần nhìn xa trông rộng, sự sáng suốt và nền văn minh                  |
| Hermod (Hérmóðr)                                   | "nhanh nhẹn" hoặc "chiến hồn"                            |                                                               | Sceaf                                             | Poetic Edda, Prose Edda, Beowulf          | thần nhanh nhẹn, người đưa tin của các vị thần                            |
| Hoder hoặc Hod (Höðr)                              | "thống lĩnh"                                             | không xác định                                                | không xác định                                    | Poetic Edda, Prose Edda                   | thần bóng tối, băng giá, mùa đông, sự che giấu và nỗi sợ hãi              |
| Hoenir                                             | "vua đầm lầy"                                            | không xác định                                                | không xác định                                    | Poetic Edda, Prose Edda                   | vị thần im lặng và nhận thức                                              |
| Lodur (Lóðurr)                                     | không xác định                                           | không xác định                                                | không xác định                                    | Poetic Edda, Prose Edda                   | liên quan đến sự sinh sản, tính dục hay vật chất                          |
| Loki                                               | không xác định                                           | Angrboda, Svadifari, Sigun                                    | Fenrir, Jormungandr, Hel, Sleipnir, Vali, Nari... | Poetic Edda, Prose Edda                   | sự tinh nghịch hay lùa dối                                                |
| Mani                                               | "mặt trăng"                                              | có thể là Bil                                                 | không xác định                                    | Prose Edda, Poetic Edda                   | thần mặt trăng và giấc mơ                                                 |
| Mimir                                              | "người ghi nhớ"                                          | không xác định                                                | có thể Snotra                                     | Prose Edda, Poetic Edda                   | thần của sự khôn ngoan và bí mật                                          |
| Meili                                              | "đáng yêu"                                               | không xác định                                                | không xác định                                    | Poetic Edda, Prose Edda                   | thần của những con đường, ngã rẽ và nghề buôn                             |
| Niord (Njöðr)                                      | "quyền lực"                                              | có thể "Njorun" và Skadi                                      | Frey và Freya                                     | Poetic Edda, Prose Edda                   | thần biển cả, gió, nghề đi biển và sự sung túc                            |
| Od hoặc Odur (Oðr)                                 | "điên"                                                   | Freya                                                         | Hnoss và Germesi                                  | Poetic Edda, Prose Edda                   | có thể là anh hùng Svipdagr                                               |
| Odin                                               | "điên rồ" hay "linh hồn"                                 | Frigg, Jord, Laga, Fjolvar, Unna, Grid, Gunnlod, có thể Rindr | rất nhiều                                         | Poetic Edda, Prose Edda, Gesta Danorum... | thần chiến tranh, sự sống, cái chết, ma thuật, tri thức và thi ca         |
| Thor                                               | "sấm chớp"                                               | Sif, Jarnsaxa                                                 | Thrud, Modi, Magni                                | Poetic Edda, Prose Edda...                | thần sấm chớp, mưa bão, sức mạnh, chiến trận, nông nghiệp và sự phì nhiêu |
| Tyr                                                | "thánh"                                                  | có thể Zisa, Snotra                                           | không xác định                                    | Poetic Edda, Prose Edda                   | thần chiến tranh, bầu trời, luật pháp, công lý, lòng dũng cảm             |
| Ullr                                               | "vinh quang"                                             | Skadi                                                         | không xác định                                    | Poetic Edda, Prose Edda, Gesta Danorum    | thần săn bắn, trượt tuyết và công lý                                      |
| Vali                                               | "lựa chọn"                                               | không xác định                                                | không xác định                                    | Poetic Edda, Prose Edda                   | không xác định                                                            |
| Vidar                                              | "chúa tể"                                                | không xác định                                                | không xác định                                    | Poetic Edda, Prose Edda                   | thần rừng, khoảng không, chiến đấu và báo thù                             |
| Ve                                                 | "đền thờ"                                                | không xác định                                                | không xác định                                    | Poetic Edda, Prose Edda                   | như Lodur                                                                 |
| Vili                                               | "ý nghĩ"                                                 | không xác định                                                | không xác định                                    | Poetic Edda, Prose Edda                   | như Hoenir                                                                |

## Nữ thần
| tên                | ý nghĩa tên          | phối ngẫu       | con cái                     | dẫn chứng                               | thiên chức                                                       |
| ------------------ | -------------------- | --------------- | --------------------------- | --------------------------------------- | ---------------------------------------------------------------- |
| Bil                | "trăng tròn"         | có thể Mani     | không xác định              | Prose Edda                              | không xác định                                                   |
| Beyla              | "ong"                | Byggvir         | không xác định              | Poetic Edda                             | một nữ thần sung túc hoặc Elf                                    |
| Eir                | "cứu chữa"           | không xác định  | không xác định              | Poetic Edda, Prose Edda                 | nữ thần của lòng nhân từ và chữa lành                            |
| Eostre             | "phương đông"        | không xácđị nh  | không xác định              | De temporum ratione                     | có thể là nữ thần mùa xuân, liên kết với lễ phục sinh            |
| Freya hay Freyja   | "công nương"         | Svipdagr (Odur) | Hnoss và Germesi            | Poetic Edda, Prose Edda                 | nữ thần tình yêu, sắc đẹp, ma thuật, chiến tranh và sự phì nhiêu |
| Frigg              | "yêu thương"         |                 | Hoder, Balder và Tyr        | Poetic Edda, Prose Edda                 | nữ thần bầu trời, tình yêu, gia đình và sự hiểu biết             |
| Fulla              | "dồi dào"            | không xác định  | không xác định              | Poetic Edda, Prose Edda                 | không xác định                                                   |
| Gefjun             | "ban tặng"           | không xác định  | không xác định              | Prose Edda                              | nữ thần nông nghiệp và may mắn                                   |
| Germesi            | "đá quý"             | không xác định  | không xác định              | Heimskringla                            | không xác định                                                   |
| Gerd               | "hàng rào"           | Frey            | Fjolnir                     | Prose Edda                              | không xác định                                                   |
| Gna                | "bảo vệ"             | không xác định  | không xác định              | Prose Edda                              | không xác định                                                   |
| Gullveig           | "quyền lực của vàng" | không xác định  | không xác định              | Poetic Edda                             | nữ thần của vật chất, của cải và ma thuật                        |
| Hariasa            | "mái tóc dài"        | không xác định  | không xác định              | Stone from Cologne                      | một nữ thần chiến tranh                                          |
| Hel                | Tử thần              | không xác định  | không xác định              | Snorri                                  | một nữ thần cai quản địa ngục                                    |
| Hlin               | "bảo vệ"             | không xác định  | không xác định              | Prose Edda                              | không xác định                                                   |
| Hretha             | "danh vọng"          | không xác định  | không xác định              | De temporum ratione                     | nữ thần của sự nổi tiếng, danh vọng                              |
| Hnoss              | "kho báu"            | không xác định  | không xác định              | Prose Edda                              | không xác định                                                   |
| Idun hay Iduna     | "trẻ lại lần nữa"    | Bragi           | không xác định              | Poetic Edda, Prose Edda                 | nữ thần của sức sống và tuổi trẻ                                 |
| Laga               | "nước"               | Odin            | Saga                        | De temporum natione                     | nữ thần của các dòng sông                                        |
| Lofn               | "chiều chuộng"       | không xác định  | không xác định              | Prose Edda                              | một nữ thần tình yêu                                             |
| Nanna              | "người mẹ"           | Balder          | Forseti                     | Prose Edda, Poetic Edda                 | nữ thần thiên nhiên, niềm hạnh phúc và yên bình                  |
| Nerthus hay Njorun | không xác định       | Niord           | Frey và Freya               | Germania                                | không xác định                                                   |
| Ran                | "kẻ cắp"             | Aegir           | chín con gái                | Prose Edda                              | giông bão, thiên tai                                             |
| Sagaa              | "lịch sử"            | không xác định  | không xác định              | Poetic Edda, Prose Edda, Skaldic Poetry | có thể nữ thần thời gian, lịch sử và sự biết trước               |
| Sif                | "kết hôn"            | Thor            | Thrud, có thể Modi và Magni | Poetic Edda, Prose Edda                 | nữ thần đất                                                      |
| Sjofn              | "yêu"                | không xác định  | không xác định              | Prose Edda                              | một nữ thần tình yêu                                             |
| Snotra             | "khôn ngoan"         | Tyr             | không xác định              | Prose Edda                              | nữ thần của trí tuệ và lịch thiệp                                |
| Sól                | "mặt trời"           | Glen            | 1 con gái không tên         | Poetic Edda, Prose Edda                 | nữ thần mặt trời                                                 |
| Syn                | "từ chối"            | không xác định  | không xác định              | Prose Edda                              | nữ thần của sự chối từ và ngăn cấm                               |
| Var                | "lời hứa"            | không xác định  | không xác định              | Prose Edda                              | nữ thần của lời thề ước                                          |
| Vor                | "cẩn trọng"          | không xác định  | không xác định              | Prose Edda                              | nữ thần của sự cẩn trọng và hiểu biết                            |
| Zisa               | "thánh"              | Tyr (trước đây) | có thể Seaxnot              | Codex Monac                             | một nữ thần chiến tranh và sự thu hoạch                          |